# Ng Ka Long

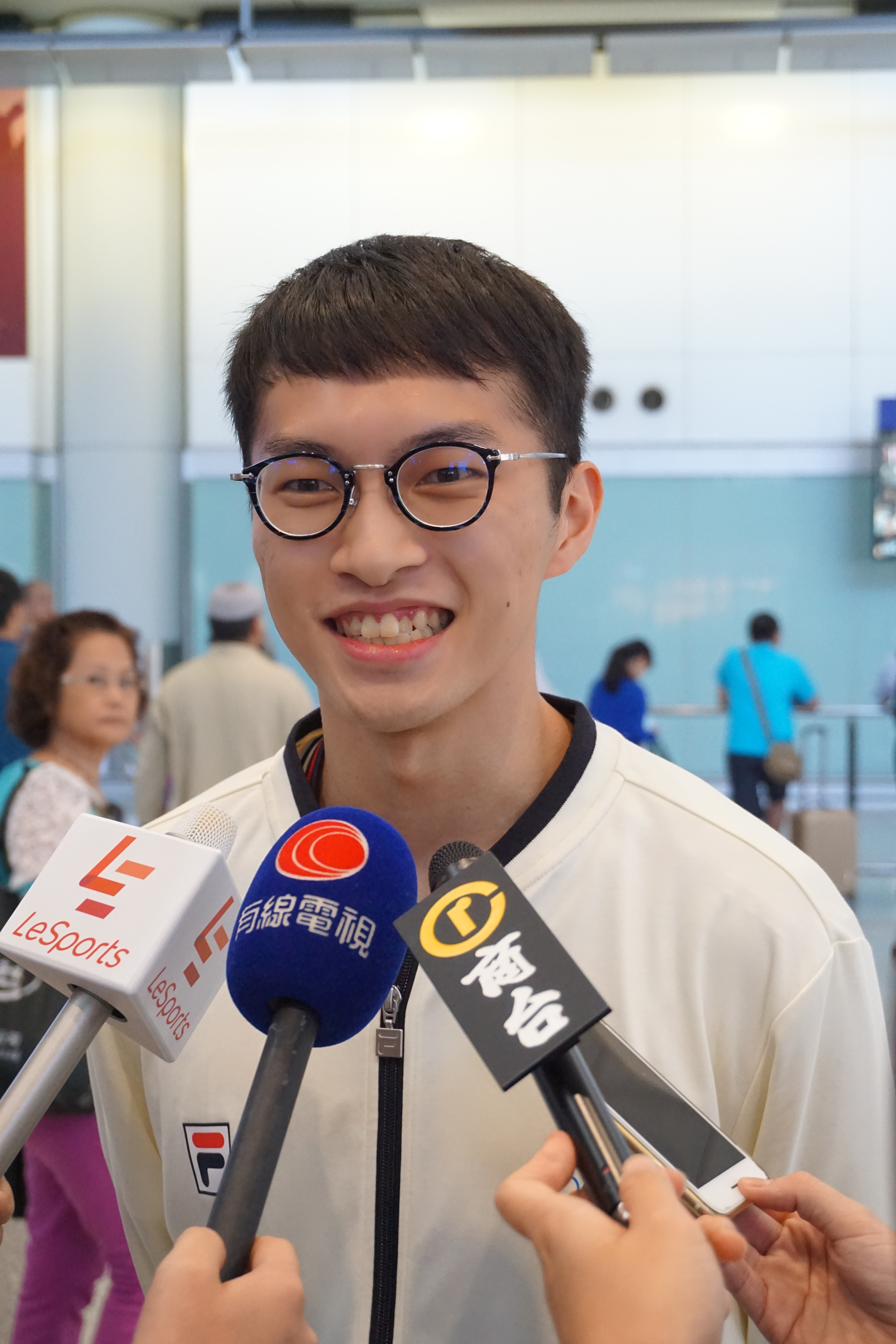
Ng Ka Long

Angus Ng Ka Long (chinesisch 伍家朗, Pinyin Wŭ Jiālăng; * 24. Juni 1994 in Hongkong) ist ein Badmintonspieler aus Hongkong. 

## Karriere
Ng Ka Long wurde bei der Juniorenweltmeisterschaft 2010 Dritter im Doppel. Zwei Jahre später gewann er Gold bei den Junioren. Bei der Junioren-Asienmeisterschaft 2012 musste er sich dagegen mit Bronze begnügen. Bei den Vietnam Open 2012 wurde er 17. im Einzel. Des Weiteren stand er im Hauptfeld der Hong Kong Super Series 2010, Macau Open 2011, Hong Kong Super Series 2011, Macau Open 2012 und der Hong Kong Super Series 2012. Im Jahre 2015 gewann er die Austrian International.
Bei den Olympischen Spielen 2016 erreichte er im Einzel das Achtelfinale, wo er am Südkoreaner Son Wan-ho scheiterte. Bei den Olympischen Spielen 2020 schied er schon in der Gruppenphase aus.